# Edésio da Capadócia
Edésio (em grego clássico: Αιδέσιος; romaniz.: Aidésios; em latim: Aedesius; Capadócia, entre 280 e 290 — entre 352 e 355) foi um filósofo neoplatônico e místico, nascido em uma família de nobres na Capadócia.

## Carreira
Edésio migrou para a Síria, atraído pelas aulas do filósofo Jâmblico, de quem tornou-se seguidor. De acordo com Eunápio, ele discordava de Jâmblico em alguns pontos relacionados com a teurgia e a magia. Após a morte de seu mestre, a escola da Síria foi dispersada e Edésio parece ter modificado suas doutrinas por medo do imperador Constantino, e refugiou-se na adivinhação.
Um oráculo em versos hexâmetros representava-o em uma vida pastoral e reclusa, mas seus discípulos, talvez para acalmar seus medos através de uma interpretação metafórica, obrigaram-no a retomar às suas instruções.
Edésio então estabeleceu-se em Pérgamo, onde contou, entre seus alunos, com Eusébio de Mindo, Máximo de Éfeso, e o futuro imperador Juliano. Após Juliano tornar-se imperador, Edésio foi convidado a continuar com suas instruções, mas o declínio da força do sábio era desigual à sua tarefa, e dois dos seus discípulos mais eruditos, Crisâncio e o já citado Eusébio, foram por seu próprio desejo nomeados para suprir o seu lugar.